# El Rayo, Aguascalientes
El Rayo är en ort i Mexiko.   Den ligger i kommunen Pabellón de Arteaga och delstaten Aguascalientes, i den centrala delen av landet, 400 km nordväst om huvudstaden Mexico City. El Rayo ligger 1 909 meter över havet och antalet invånare är 102.
Terrängen runt El Rayo är lite kuperad. Runt El Rayo är det ganska tätbefolkat, med 185 invånare per kvadratkilometer. Närmaste större samhälle är Jesús María, 18,6 km söder om El Rayo. Trakten runt El Rayo består till största delen av jordbruksmark.